# Station Pont-du-Casse
Station Pont-du-Casse is een spoorwegstation in de Franse gemeente Pont-du-Casse.